# روبرت ويلكي
روبرت ويلكي (بالإنجليزية: Robert Wilkie)‏ هو محامي أمريكي، ولد في 2 أغسطس 1962 في فرانكفورت في ألمانيا.